# Passion and the Opera
«Passion and the Opera» (с англ. — «Страсть и Опера») — сингл группы Nightwish на одноимённую песню из альбома Oceanborn. Был выпущен ограниченным тиражом в картонном конверте. На создание песни лидера группы и клавишника Туомаса Холопайнена вдохновил фильм «Пятый элемент» режиссёра Люка Бессона, а именно партия оперной певицы.

## Список композиций
1. «Passion and the Opera» (single edit)
2. «Sacrament of Wilderness»

## Участники
- Туомас Холопайнен — композитор, клавишные
- Эмппу Вуоринен — гитара
- Юкка Невалайнен — ударные
- Тарья Турунен — вокал
- Сами Вянскя — бас-гитара